# Pizzo Cengalo
Pizzo Cengalo är ett berg i Schweiz.   Det ligger i kantonen Graubünden, i den sydöstra delen av landet, 180 km öster om huvudstaden Bern. Toppen på Pizzo Cengalo är 3 369 meter över havet, eller 915 meter över den omgivande terrängen. Bredden vid basen är 13,6 km.
Terrängen runt Pizzo Cengalo är huvudsakligen mycket bergig. Runt Pizzo Cengalo är det glesbefolkat, med 10 invånare per kvadratkilometer.. Närmaste större samhälle är Sils-Segl Maria, 19,4 km nordost om Pizzo Cengalo. 
Trakten runt Pizzo Cengalo består i huvudsak av gräsmarker.